# 西班牙骑术学校

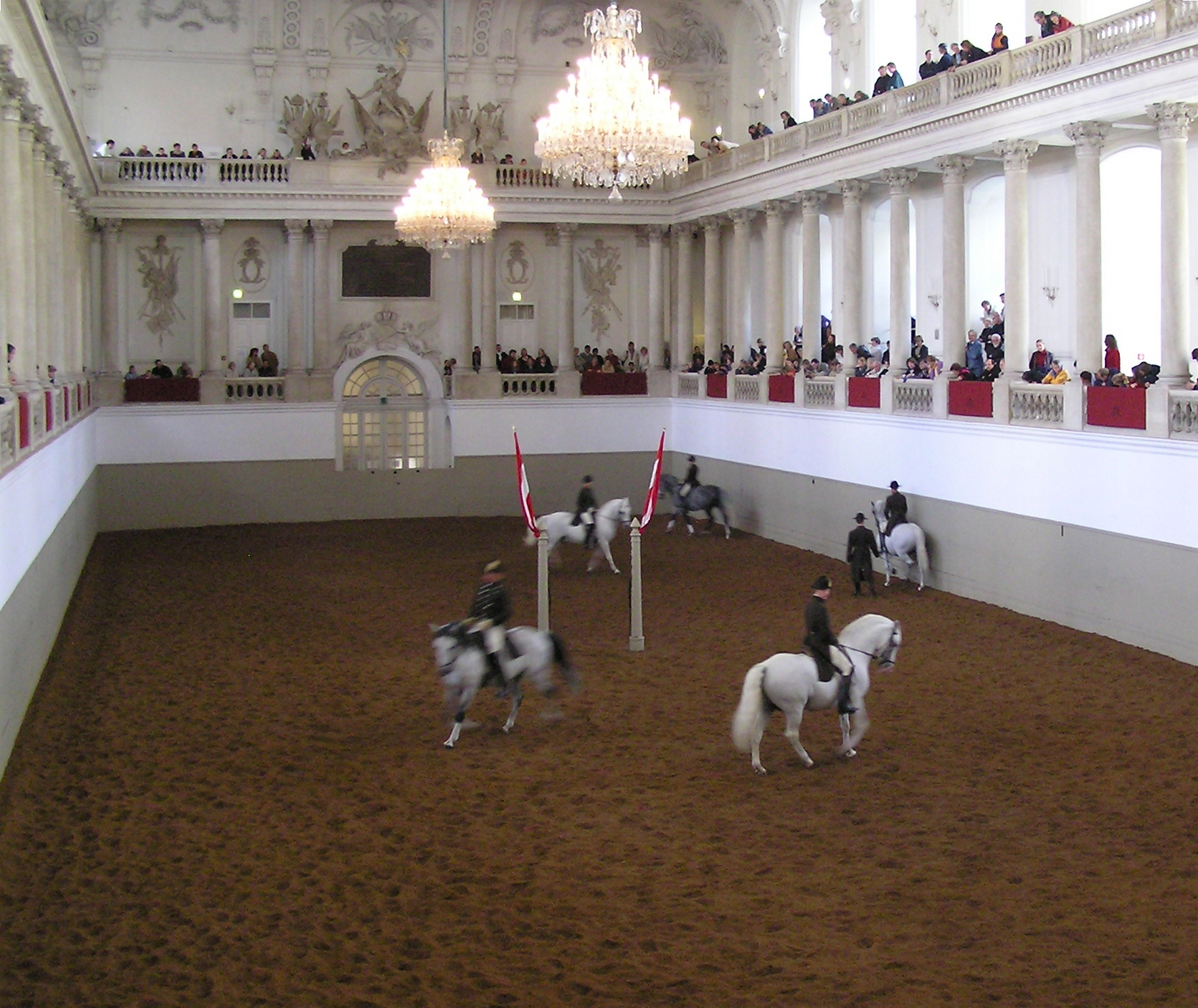
骑术学校

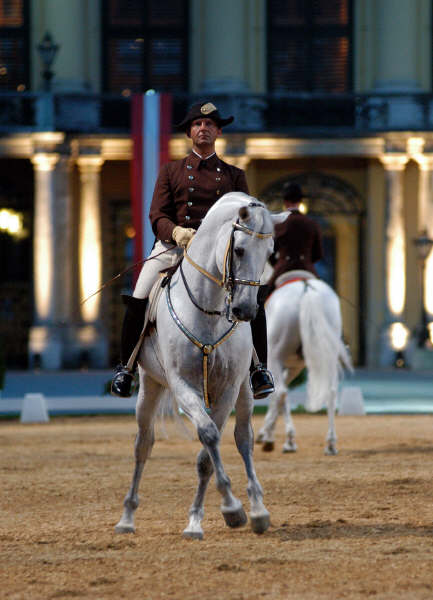
Maestoso Basowizza and Chief Rider Andreas Hausberger

西班牙骑术学校（德语：Spanische Hofreitschule）是奥地利首都维也纳的一所传统的利比扎马骑术学校。它不仅是古典盛装舞步赛的中心，其总部还是维也纳的一大景点，进行公开表演，并允许参观一些训练项目。它在古典盛装舞步赛方面已经有四百年的传统经验。 学校领先的马匹和骑手还定期在全球巡回演出。

## 位置
西班牙骑术学校设在维也纳市中心的霍夫堡皇宫的一角，介于圣弥格广场（Michaelerplatz）和约瑟夫广场（Josefsplatz）之间，兴建于1729年到1735年之间。这是一个阳光灿烂的大厅，主要是白色，带有一些米色和浅灰色，正对入口的皇家包厢上方是查理六世的肖像（骑手需要先向其致敬）。面积55乘18米，高17米。 

## 历史
西班牙骑术学校命名于奥地利帝国时期的1572年，是世界上最早的同类学校。记录显示，最早在1565年，在约瑟夫广场有了木制马术场地，直到1729年才由皇帝查理六世委托建筑师约瑟夫·伊曼纽尔·菲舍尔·冯·埃尔拉赫兴建了这座白色的骑术大厅，一直使用至今。 